# Пий IV
Пий IV (лат. Pius PP. IV; в миру Джованни Анджело Медичи, итал. Giovanni Angelo de Medici; 31 марта 1499, Милан — 9 декабря 1565[…], Рим) — папа римский с 25 декабря 1559 года по 9 декабря 1565 года.

## Ранние годы
Джованни Анджело де Медичи происходил из боковой, обедневшей ветви рода Медичи, и родился в Милане 31 марта 1499 года. Он был сыном нотариуса и посвятил себя медицине и юриспруденции. Его ранняя карьера напоминает карьеру его старшего брата, Джан Джакомо Медичи, который из низов поднялся до маркиза Меленьяно.
Учился в университетах в Павии и Милане. После учебы в Болонье и приобретения степени юриста Джованни отправился в 1527 году в Рим, и, как фаворит папы Павла III, стал быстро продвигаться по церковной иерархии, занимая должности сначала губернатора нескольких городов, а затем — архиепископа Рагузы (1545—1553) и вице-легата в Болонье. В 1549 году он стал кардиналом и был отправлен с дипломатической миссией в Германию и Венгрию.

## Папство
Джованни Анджело Медичи считался человеком ясной и спокойной души, полным жизнерадостности. Его отличие от гордого и неприступного предшественника Павла IV бросалось в глаза, и это решило вопрос о его избрании папой римским 25 декабря 1559 года. 
В 1560 году учредил Орден Иоанна Латеранского предназначенный для лиц недуховных.
Будучи от природы доброжелательным, папа римский Пий IV тем не менее с необычайной суровостью отнесся к непотам своего предшественника: кардинала Альфонсо он приговорил к изгнанию, другой — Джованни — сложил голову на эшафоте, а кардинал Карло, который на конклаве голосовал за Пия, был задушен в тюрьме в Замке Святого Ангела.
В 1565 году был разоблачен заговор против Пия IV во главе с Бенедетто Аккольти-младшим, сыном кардинала.

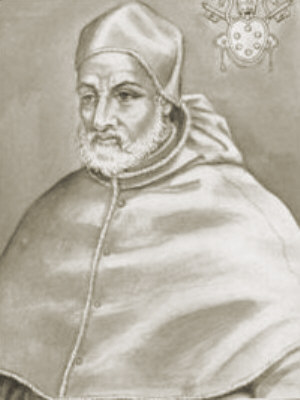
Папа Пий IV

В то же время Пий IV раздал потомству своих трех сестер кардинальские шапки, а собственным детям обеспечил выгодные бенефиции. Самым известным из кардиналов-непотов оказался Карло Борромео (1538—1584), позднее — епископ Милана, усердный реализатор постановлений Тридентского собора, основатель первых духовных семинарий. Карло был канонизирован в 1610 году.
Пий IV довел дело до окончательного завершения работы собора. Решения, принятые собором, ничем не ограничивали власть папы, отдавая под его опеку осуществление реформы церкви. Идеи конциляризма (тезис о верховенстве собора над папой римским) были на длительное время отодвинуты в тень. Также были преданы осуждению учения Мартина Лютера и Жана Кальвина и сформулированы главные принципы католической доктрины о таинствах, о милосердии божьем и о роли церкви в спасении человека от греха. Собор принял также много постановлений дисциплинарного характера. Папы не принимали участия ни в одной из 25 сессий собора. 26 января Пий IV подписал соборные декреты и немедленно приступил к их реализации. Был подготовлен Тридентский катехизис — основной учебник католической веры, предназначенный для низшего духовенства. Сформулирован был также текст присяги, которую обязывался принести каждый священник перед тем, как занять церковную должность. Появилась Конгрегация собора, в задачу которой входил контроль за осуществлением постановлений, принятых в Триденте. В 1564 году появился исправленный и дополненный «Индекс запрещённых книг».
В разгоревшиеся тогда в Европе религиозные войны папа не вмешивался.

## Смерть
Пий IV умер 9 декабря 1565 года и был похоронен в Санта-Мария-дельи-Анджели-э-дей-Мартири. 

## Наследие
Во время правления Пия Микеланджело вновь отстроил базилику Санта-Мария-дельи-Анджели-э-дей-Мартири (в Термах Диоклетиана), а Пирро Лигорио возвёл Виллу Пия («Casina Pio IV»), ныне известную как резиденция Папской академии наук в Ватиканских садах.
О неудавшемся покушении Бенедетто Аккольти на жизнь Пия IV рассказывается в повести Марка Алданова «Бельведерский торс» (1936).